# Robert Kirby
Robert Kirby (16. dubna 1948 Bishop's Stortford, Anglie – 3. října 2009 Londýn, Anglie) byl britský hudebník a aranžér. V letech 1969 a 1970 se podílel na dvou prvních albech Nicka Drakea, Five Leaves Left a Bryter Layter. Mimo to spolupracoval například s Johnem Calem, B. J. Colem, Eltonem Johnem, Elvisem Costello nebo skupinou Strawbs.
Zemřel po operaci srdce ve svých jedenašedesáti letech.